# Nădăștia, Alba
Nădăștia (în maghiară Nadascia) este un sat în comuna Almașu Mare din județul Alba, Transilvania, România. Se află la 46° 5' Nord și 23° 8' Est.

## Istoric
A fost atestată documentar pentru prima dată în anul 1321 sub numele de Nădăștia. Este cunoscută datorită exploatărilor de minereuri neferoase, încă din epoca romană.

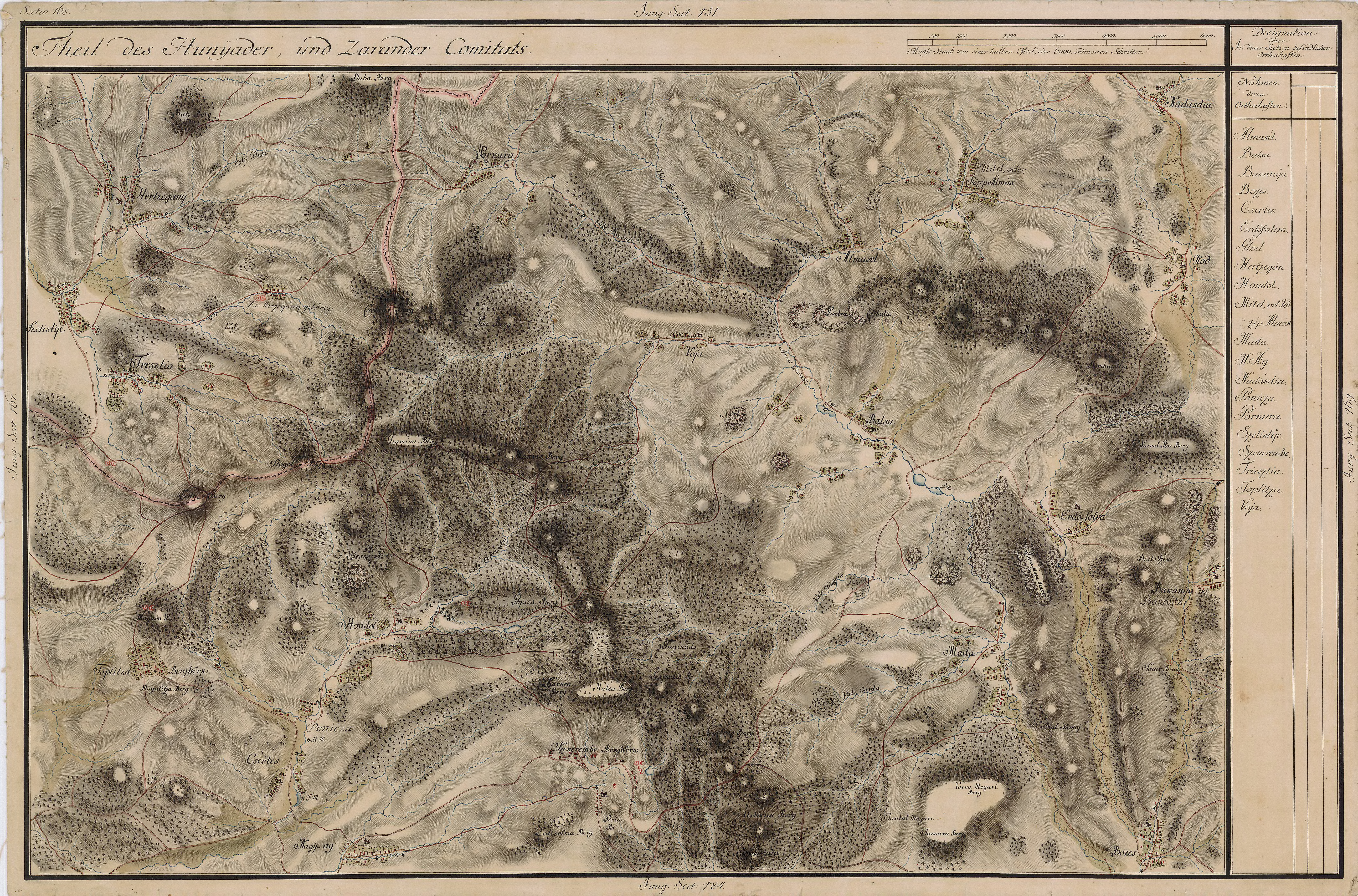
Nădăștia în Harta Iosefină a Transilvaniei, 1769-1773